# 黄埔区
黄埔区，是中国广东省广州市的一个市辖区，古称黄埔镇、扶胥，萝岗部分古称罗冈、原黄埔辖区面积90.95平方公里，原蘿崗區的總面積為393.22公里。2014年2月，國務院同意廣東省調整廣州市部分行政區劃，撤銷原黃埔區、蘿崗區，建立新的黃埔區，與1984年成立的廣州經濟技術開發區實現合署辦公。辖区面积484.17平方公里，區政府驻萝岗街道香雪三路1號。
黄埔区是粤港澳大湾区的主要创新载体，旨在使广州市成为中国的国家核心城市和综合门户。它将被建设成为一个科技、教育和文化的中心，并发展成为一座国际型的大都市。
黃埔文化資源豐富，文物繁盛，境內有古代“海上絲綢之路”發祥地——南海神廟，近代中國民主革命策源地和有中國“將帥搖籃”之稱的黃埔軍校舊址，東江縱隊增從番獨立大隊隊部舊址，嶺南建築的瑰寶—玉巖書院、橫沙書香街、深井古民居、蓮塘古村等。

## 名称由来
因轄區內環繞南海神廟前的珠江河段，古稱為“黃木之灣”，整個河段稱為“黃木河”，沿河兩岸都稱為“黃木”，由於鄉音的關係，“黃木”遂轉變成“黃埔”，故而得名。

## 行政区划
新黄埔区辖16个街道、1个镇，其中包括：
原黄埔区辖8个街道：黄埔街道、红山街道、鱼珠街道、大沙街道、文冲街道、南岗街道、穗东街道、长洲街道。
原萝岗区轄8个街道、1个镇：夏港街道、联和街道、云埔街道、萝岗街道、永和街道、长岭街道、九佛街道、龙湖街道、新龙镇。
其中萝岗街道为旧萝岗区及新黄埔区政府駐地，大沙街道为原黄埔区政府驻地。
2011年7月8日配合生物岛开放，官洲岛交由萝岗区代表科學城管委會進行代管，但在行政區劃上依然屬於海珠區官洲街道。后来在2014年的廣州市行政區劃調整後，官洲島由新黃埔區繼續代管。
2018年8月31日，原荔聯街道和東區街道合併為雲埔街道；原蘿崗街道管轄的水西、長平、嶺頭、黃登、黃麻和長嶺社區劃歸新設立的長嶺街道。
2019年4月18日，原九龙镇分拆为九佛街道，龙湖街道和新龙镇，九佛街道和龙湖街道于4月18日挂牌成立，新龙镇于5月30号挂牌成立。

## 人口
截至2021年末，黃埔區常住人口119.79萬人，人口密度为2474人/平方公里。户籍总人口63.66万人，比上年增加3.63万人，同比增长6.1%。户籍人口出生率为17.6‰，死亡率3.8‰，人口自然增长率为13.8‰。

## 歷史

### 地名由来
“黄埔”地名的由来，一说环绕南海神庙前的珠江河段，古称为“黄木之湾”，整个河段称为“黄木河”，沿河两岸都称为“黄木”，由于乡音的关系，“黄木”遂转变成“黄埔”。另一说法出自黄埔村：黄埔村是南宋时对黄木河南岸一自然村命名的，该村面向珠江，呈椭圆形，开村时有黄、关、卫　3姓，宋末先后来了罗、冯、胡、梁4姓居民；古时，该村是珠江边的泥滩，称为“浦”；传说有一凤凰飞来该村地头洗身，所以叫“凰浦”；后因黄姓人较多，且是开村人，故改为黄埔（取“浦”字谐音“埔”）。

### 建置沿革
历史上黄埔属番禺县管辖。从秦代始直至清康熙二十四年（1685）时，黄埔均属番禺县管辖。现区属的南岗镇、大沙镇、夏港街、鱼珠街、黄埔街、红山街一带在清末时期属番禺县鹿步司管辖，深井、长洲一带属番禺县茭塘司管辖。民国10年（1921），广州正式建市，黄埔仍属番禺县。
1949年10月14日，中國人民解放軍解放广州。10月23日，黄埔随番禺由解放軍解放。中華人民共和國成立后，建制几经变动。中共建政初期，黄埔仍属番禺县管辖。1951年，广州市调整行政区域，原属番禺的黄埔车陂、鱼珠、文冲等一带四十五个自然村划入市郊，黄埔划为广州市管辖，同年12月开始筹建黄埔区。
1953年1月，黄埔区人民政府正式成立，这是黄埔第一次建立区级建制。区党政机关设于鱼珠镇，管辖范围：东至广州冶炼厂，南至黄埔新洲，西至员村，北至吉山，下辖16个乡、2个镇和45个自然村。
1954年6月12日，广州市人民政府第十七次会议决定撤销芳村区，将其所属的涌口、芳村、花地、山村和工业、手工业部分地区并入河南区。将其原有的沙涌、鹤洞、西望、东滘、南滘、茶滘、葵蓬八个乡的农业部分地区并入新滘区。又将新滘区原属新洲镇，黄埔乡，官洲乡划归黄埔区领导。这时市郊共有新滘、白云和黄埔三个区。
1956年6月25日，广州市作出调整郊区乡、镇行政区域的决定，撤销白云、黄埔、新滘3个区，成立广州市郊区人民委员会，黄埔并入郊区，黄埔区一级行政建制第一次被撤销。在人民公社化高潮中，1960年5月23日，中共广州市委决定撤销中区和郊区，全市调整为东、南、西、北4个市中心区（人民公社）及成立黄埔、芳村、江村3个以工矿企业为中心的人民公社（相当于区级建制）。同年7月，全部改为区级建制，黄埔人民公社随之改名为黄埔区人民委员会，这是黄埔第二次建立区级建制。区党政机关设于海员路21号。管辖范围：东至南岗，南至长洲岛，西至沙河龙洞，北至萝岗，设有6个工矿人民公社和4个农村人民公社。
1961年7月，撤销工矿人民公社，改为3个圩镇，1个街道办事机构，区党政机关驻地初设在黄埔港务局红楼，后迁至黄埔港海员路21号，即现黄埔街道办事处。撤销良田人民公社，将原属良田公社的竹料、钟落潭、太和三个公社与江村人民公社的人和、石龙、江村三个公社合并，成立江村区。原属江村人民公社的石井公社划给荔湾区。芳村人民公社和黄埔人民公社均改为区建制。同年九月，江村人民公社分为江高和双岗二个人民公社，连同太和、石龙共十个公社。同年八月市委第四十次常委会议，对市区和郊区区域再决定进行调整，将东山区的沙河公社、石牌公社、龙洞公社划给黄埔区，越秀区的三元里公社、嘉禾公社、龙归公社、海珠区的新滘公社、新洲公社、新凤公社，荔湾区的石井公社为芳村区。这时黄埔区有七个农业公社，即黄埔、东圃、南岗、龙洞、沙河、石牌、萝岗等公社。工矿企业有六个公社，即港湾、员村、车陂、吉山、长洲、庙头等公社，另区辖有一个黄埔港办事处，一个棠下农场。这里的工矿企业人民公社即是城市人民公社。
1962年5月11日，为解决广州二百万人吃菜问题，明确郊区工作方针应以菜为纲，开展多种经营，并做好其他各项工作，再次把江村、芳村、黄埔三个区合并成广州市郊区。
1962年8月23日，经省人委批复同意，市人民委员会决定将黄埔、江村、芳村3个区合并，成立广州市郊区人民委员会，黄埔区一级建制第二次被撤销。
1973年，黄埔第三次建区。为了适应港口涉外工作和工农业发展的需要，1973年2月28日，经国务院批准，重新筹备成立黄埔区。
由原来郊区的黄埔、萝岗二个公社划出14个大队，连同原来长洲岛以及番禺县的新造公社深井大队（1976年11月正式移交）组成。现黄埔区管辖范围：东至南岗、南至长洲镇、西至塘口、北至吉山车站。全区现有三个镇政府（大沙、南岗、长洲），四条行政街（黄埔、红山、鱼珠、夏港），16个乡（其中长洲镇有二个管理区，大沙镇保留一个渔业村）。
1973年11月13日，广州市黄埔区革命委员会成立。1980年7月，黄埔区召开第一次人民代表大会，成立广州市黄埔区人民代表大会常务委员会和黄埔区人民政府，区党政机关驻地设在黄埔港湾路32号。
1984年，國務院批准成立廣州經濟開發區，由西區、東區、永和經濟區（廣州台商投資區）和廣州科學城四個分區構成。
1990年，黄埔区行政管辖范围有南岗、大沙、长洲3个镇，黄埔、鱼珠、红山、夏港4个行政街。镇属下有16个行政村，均建立村民委员会；街、镇属下有59个居民委员会。区和镇分别为一级政权机构，设有人民政府和人民代表大会。街道办事处为区的派出机构，村民委员会和居民委员会均为基层自治组织。
2002年，撤销大沙镇、长洲镇、南岗镇，设立大沙街道、文冲街道、长洲街道、穗东街道、南岗街道、荔联街道。
2003年5月，夏港街道轄內行政事務移交廣州經濟技術開發區管委會管理。
2005年4月28日，國務院批准廣州市設立蘿崗區，在廣州經濟技術開發區基礎上整合周邊農村地區，由白雲區蘿崗街道（原蘿崗鎮全境）、鍾落潭鎮九佛、穗北2個居委會以及紅衛、鳳尾、浦心、蟹莊、楓下、佛郎、燕塘、蓮塘、山龍、重崗、黃田、何棠下、逕下、長庚14個鄉村（原九佛鎮全境）；天河區新塘街道的玉樹村；舊黃埔區夏港街道、荔聯街道的筆崗社區、穗東街道的東基和西基2個鄉村；增城市中新鎮鎮龍社區以及鎮龍、逕頭、九樓、大坦、麥村、金坑、均和、福洞、福山、大涵、湯村、旺村、洋田、新田合共14個鄉村（原鎮龍鎮全境）和新塘鎮賢江、新莊、永崗、禾豐4個鄉村（原永和鎮部份境地）組成。
2014年1月，国务院批准撤销萝岗区和原黄埔区，设立新的黄埔区。2014年2月12日，国务院同意撤销广州市黄埔区、萝岗区，设立新的广州市黄埔区，以原黄埔区、萝岗区的行政区域为新的黄埔区的行政区域，與1984年成立的廣州經濟技術開發區實現合署辦公。
2015年9月1日上午，广州市黄埔区举行挂牌仪式，新的黄埔区正式成立。
2017年9月，黄埔区、广州开发区深度融合。
2018年8月31日，原荔聯街道和東區街道合併為雲埔街道；原蘿崗街道管轄的水西、長平、嶺頭、黃登、黃麻和長嶺社區劃歸新設立的長嶺街道。同年9月18日，撤销萝岗街道，设立新的萝岗街道、长岭街道，撤销荔联街道、东区街道，设立云埔街道。
2019年3月7日，撤销九龙镇，设立新龙镇、九佛街道和龙湖街道；3月27日，云埔街道挂牌成立；3月28日，长岭街道挂牌成立；3月30日，新的萝岗街道挂牌成立。
2019年4月18日上午，九佛街道和龙湖街道挂牌成立，原九龙镇分拆为九佛街道，龙湖街道和新龙镇，九佛街道辖原九龙镇的燕塘村、佛塱村、莲塘村、重岗村、枫下村、蟹庄村、红卫村、凤尾村、山龙村、穗北社区，街道办地址为凤凰5路40号（凤美花园）。龙湖街道辖原九龙镇的汤村村、旺村村、长庚村、何棠下村、埔心村、黄田村、大涵村、迳下村、九佛社区、凤凰湖社区，街道办地址为九佛中路978号（原九龙镇政府驻地）。2019年5月30日，新龙镇挂牌成立，新龙镇辖原九龙镇的金坑村、均和村、福山村、福洞村、麦村村、大坦村、九楼村、迳头村、新田村、洋田村、镇龙村、镇龙社区，镇政府地址为镇龙大道18号。

## 經濟
2021年，黄埔区实现地区生产总值（GDP）4158.37亿元人民币（613亿美元），同比增长8.2%，两年平均增长率为6.1%。第一产业增加值为4.7亿元人民币，同比增长19.3%；第二产业增加值为2468.16亿元人民币，同比增长7.2%；第三产业增加值为1685.50亿元人民币（248.5亿美元），同比增长9.6%。2021年，黄埔区人均GDP为337,100元（49,690美元），同比增长10.0%，高于全市平均水平186,700元（27,523美元）这是全市平均水平的2.2倍。2022年黄埔区经济社会发展总体平稳,  全年GDP完成4313.76亿元，比上年增长1.5%。全年全区固定资产投资实现1921亿元、增长2.7%，投资总额位居全国经济开发区和全省各区第一。
全年GDP增长1.2%，全区固定资产投资突破2000亿元、增长4.1%，投资总量保持全国经开区和全省各区第一。一般公共预算收入208.1亿元，增长14.3%，其中区级税收收入167.8亿元。市场主体蓬勃发展，新登记市场主体4.9万户，增长91.5%；实有市场主体24.7万户，增长14.2%。举办3次集中动工投试产活动，183个项目开工建设，120个项目投试产。完成工业用地收储8630亩，新引进优质项目402个。
根据广州市地区生产总值统一核算结果，2023年黄埔区实现地区生产总值（GDP）4315.17亿元，同比增长1.2%。其中，第一产业增加值5.34亿元，同比增长10.1%；第二产业增加值2325.94亿元，同比下降2.0%；第三产业增加值1983.90亿元，同比增长5.5%；三次产业结构调整为0.1 : 53.9 : 46.0，第三产业比重比上年提高3.8个百分点。全年人均GDP为35.75万元，同比增长0.2%，高出全市平均水平19.59万元，是全市平均水平的2.2倍。
截至2024年1月，黄埔区推出了一系列创新改革，建立了国家级进口贸易促进区，改善了商业生态系统。这使得签约项目超过 400 个，投资额超过 3,500 亿元，增强了广州对国内外投资者的吸引力。

### 工业

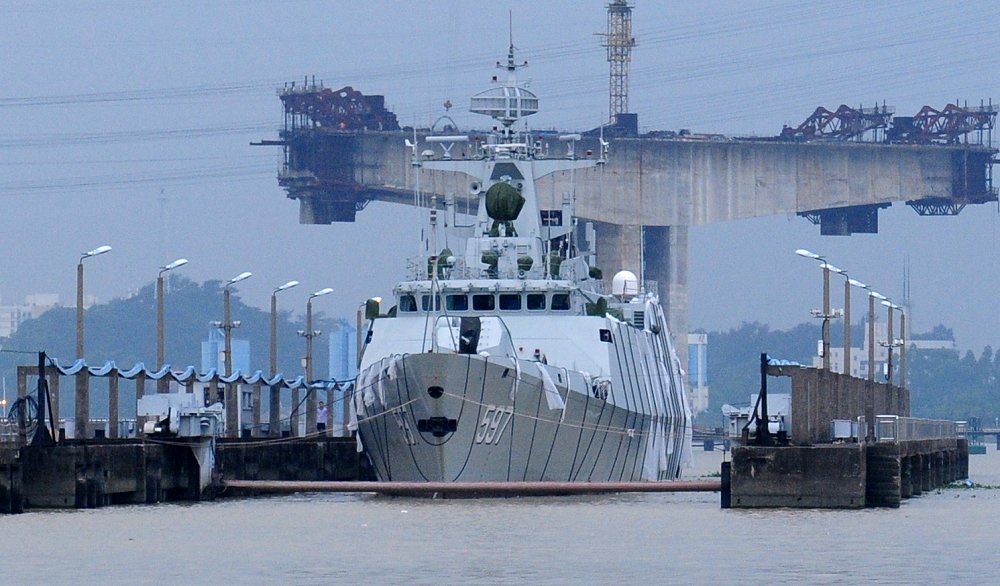
黃埔造船廠內的056型飛彈護衛艦

黄埔区的工业主要为第二产业，知名工业企业有广州港集团、黄埔造船厂、光宝科技、安利、高露洁-棕榄、广州本田、广州石化、黄埔发电厂等。廣州经济开发区設於區內，包括广州科学城、西區經濟區、東區經濟區以及永和經濟區（廣州台商投資區）。
2021年，黄埔区聚集国家实验室、国家技术创新中心、中科院系列院所及各类高端研发机构累计超1000家，其中省级新型研发机构39家，占广州市总数的一半；省高水平创新研究院9家，占广东省总数的三分之二。科技孵化器面积超过500万平方米，累计建成孵化器总量113家，其中国家级孵化器16家，占广州市总数的38%。全区高新技术企业累计2256家，其中当年新增高新技术企业128家；科技型中小企业入库数超2000家；认定瞪羚（培育）企业413家、区独角兽(潜在独角兽)企业5家。获得上级重点立项科技项目692个，资助资金3.67亿元，组织950家企业申报高新技术企业，技术合同认定登记3929份，成交额437.44亿元，以上均居广州市第一。企业专利授权量26813件，占广州市总数的14.5%。聚集钟南山、张伯礼、王晓东、施一公等院士106名，入选国家各级人才计划的高层次人才总数达到1151名，位居广州市第一、广东省前列。
"十四五 "期间，黄埔区将着力实施 "四万亿计划"，实现工业产值、国有资本、商品销售额、固定资产投资分别达到1万亿元的规模，打造新一代信息技术、生物产业两大世界级新兴产业集群。此外，还将打造集成电路、新材料、绿色能源、高端装备四大战略性新兴产业集群，做大做强汽车、化妆品及保健品两大先进制造业集群。此外，该区还将以前瞻性的方式引入面向未来的产业，如脑启发智能、未来网络、深海和航空航天探索、氢能和储能等。

#### 汽车产业
2019 年，黄埔区汽车产业实现工业总产值 1678.8 亿元。在黄浦区有代表性的企业包括麦格纳、韦巴斯托、JATCO、本田、新鹏汽车、史丹利电机和宝能汽车。

#### 低空经济和航空创新
黄埔区率先发展低空经济，其中包括航空创新。位于黄埔的易航控股获得了首个载人电动垂直起降飞机认证，使该区在城市航空运输领域走在了前列。黄埔正积极将低空经济活动与城市管理和旅游相结合，该区拥有45家涉及低空产业链的企业。
广州黄埔区的低空经济主要围绕通用航空及其相关产业发展，重点关注无人机、直升机等低空飞行器的研发、制造、运营及服务。低空经济在黄埔区的发展对推动区域经济的多样化和现代化起到了重要作用:

##### 产业基础与优势
黄埔区作为广州市的经济和技术开发区，拥有良好的产业基础和政策支持。该区已经聚集了一批航空制造、无人机研发及航空服务等领域的企业，形成了较为完整的产业链。黄埔区得天独厚的地理位置以及强大的物流、科技和制造业基础为低空经济的发展提供了有力支持。

##### 政策支持
广州市政府及黄埔区政府相继出台了一系列支持低空经济发展的政策，例如《广州市低空经济发展规划 2020-2035》和《广州市黄埔区、广州开发区促进低空经济发展的若干措施》。这些政策致力于促进低空经济基础设施建设、加强技术创新、优化产业布局，鼓励企业在低空经济领域进行投资和创新。

##### 技术与创新
黄埔区积极推动低空经济的科技创新，着力发展无人机、通用航空器和智能飞行器的核心技术。例如，无人机在物流、巡检、农业和紧急救援等领域的应用越来越广泛。同时，区内多家高科技企业和科研机构致力于推动低空经济技术的突破和产业化。 

##### 重点项目与企业
黄埔区内有多个低空经济的重点项目，如无人机研发制造基地、通用航空产业园等。此外，还有一批龙头企业和初创公司在该区进行低空经济相关的业务，如大疆创新、亿航智能等，推动了黄埔区成为低空经济领域的重要创新基地。

##### 应用场景拓展
低空经济在黄埔区的应用场景不断拓展，涵盖了物流配送、城市管理、环境监测、应急救援、旅游观光等多个领域。特别是无人机技术在城市物流和应急救援中的应用，为城市的智慧管理提供了新的解决方案。 

##### 未来发展前景
随着国家政策对低空领域的进一步开放以及无人机等技术的成熟，黄埔区的低空经济有望进一步扩大其在经济结构中的比重。未来，黄埔区可能会在低空飞行器的智慧制造、低空交通体系的构建、以及相关服务业的发展等方面有更大的突破。 
总体而言，广州黄埔区的低空经济正处于快速发展的阶段，并在政策支持和科技创新的推动下，展现出巨大的发展潜力。  

### 对外经济
2021年，黄埔区的进出口总额达到3264.2亿元人民币，同比增长17.3%，占全市进出口总额的30.2%。新兴市场的进出口份额继续增长，主要对东盟、欧盟、韩国和墨西哥的进出口活动增加。 
在外商投资活动方面，黄埔区在2021年获得56.25亿美元，同比增长26.6%。第三产业中共有317个项目，合同外资总额为38.01亿美元，占全区总额的67.6%，主要集中在科学研发和实验项目、租赁和商业服务，分别占第三产业总额的47.5%和24.2%。

## 旅游景点

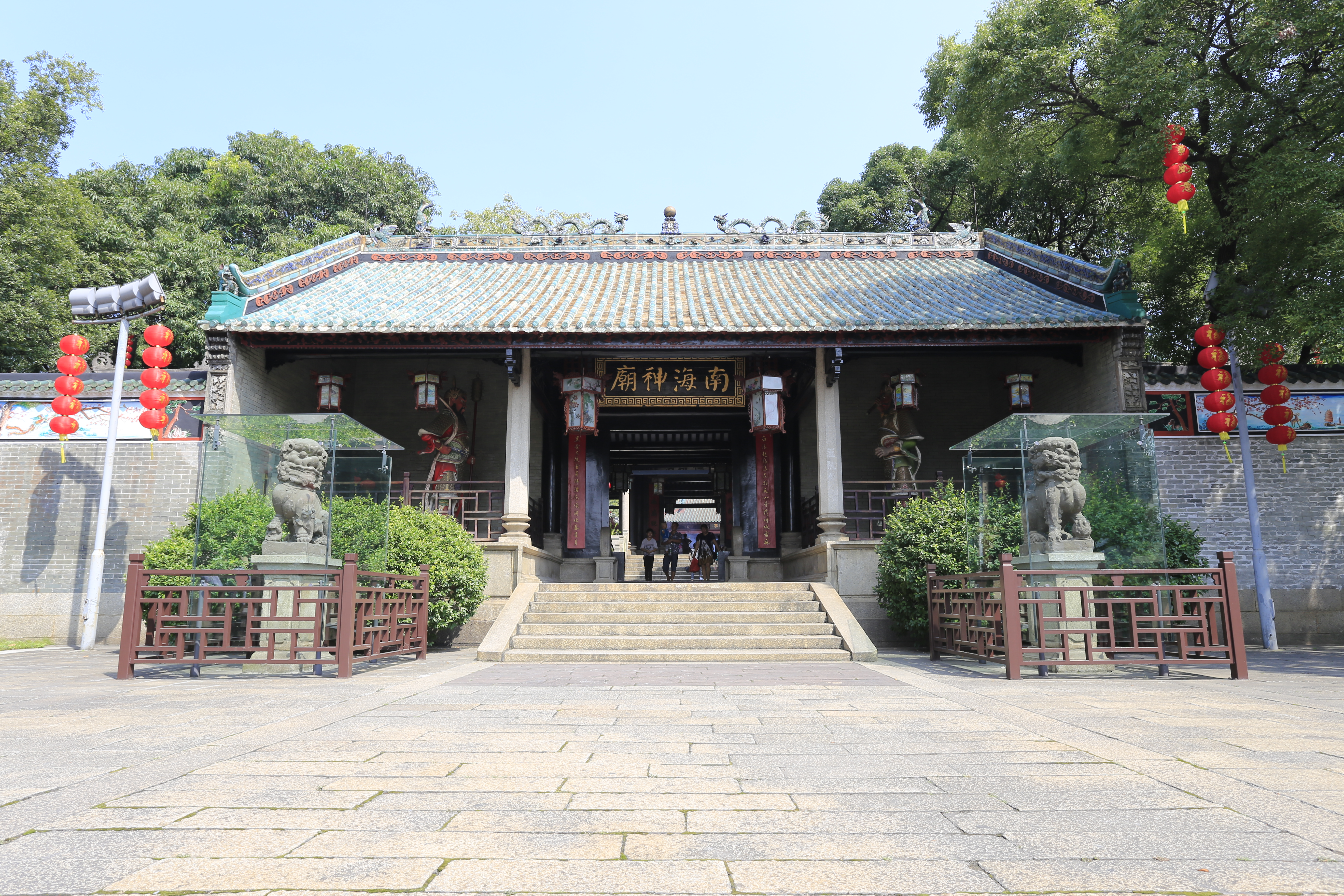
南海神庙

黄埔区的旅游景点有黄埔军校旧址、南海神庙、蘿崗香雪公園、丹水坑风景旅游区等。

### 商业街
黄埔区的商业街有大沙东路等。

## 交通

### 公路
黄埔区的主干道有广深公路（107国道）、广汕公路（324国道）、中山大道、开创大道、黄埔大道、黄埔东路、广园快速路、广深高速公路、广深沿江高速等。

### 码头
黄埔区的码头有大沙客运站、鱼珠码头、长洲码头、文冲码头、黄埔港码头等。

### 公共交通
基础设施方面，黄埔加快“轨道+快线”布局：2025年6月有轨电车2号线（北段）正式通车，大幅提升片区公共交通通达性；永九快速路贯通南北，增强与白云、花都的交通衔接。此外，“知识塔”主体结构封顶，标志着广州科学城将新增重要科技与产业地标。 

### 地铁
- 广州地铁5号线：鱼珠站、大沙地站、大沙东站、文冲站、雙沙站、廟頭站、夏園站、保盈大道站、夏港站、黃埔新港站
- 广州地铁6号线：黃陂站、金峰站、暹崗站、蘇元站、蘿崗站、香雪站
- 广州地铁7号线：深井站、長洲站、裕豐圍站、大沙東站、姬堂站、加莊站、科豐路站、蘿崗站、水西站、燕山站
- 广州地铁13号线：鱼珠站、裕丰围站、双岗站、南海神庙站、夏园站、南岗站
- 广州地铁14号线：紅衛站、新南站、楓下站、知识城站、何棠下站、旺村站、湯村站、镇龙北站、镇龙站
- 广州地铁21号线：神舟路站、科學城站、蘇元站、水西站、長平站、金坑站、鎮龍西站、鎮龍站

- 广州地铁7号线：洪聖沙站（暫緩開通）

同時，近期亦有规划19号线、23号线等經過黃埔區內。

## 教育和文化

### 庞大的人才储备
广东80%的高校和70%的研发机构都在广州，每年毕业生超过50万人，为黄埔提供了充足的人才储备。
区内既有诺贝尔奖获得者领衔的团队，也有钟南山、王晓东、施一公等院士领衔的专业团队。截至目前，已有 100 多名院士、1000 多名高素质人才加盟黄埔区，成为中国极具吸引力的人才聚集地。

### 高等院校
广东省拥有众多不同办学方向的大学和学院，其中约 30 所位于省会城市广州。在广州的高校中，有些在黄埔设有校区，如广州大学在黄埔设有研究校区。例如，伯明翰大学在黄埔区设有研究中心。

### 广深科创走廊规划
该规划由广东省政府于2017年12月发布，旨在打造北起广佛边界，经广州市中心、东莞松山湖、深圳市中心，南至深圳大鹏新区，长约180公里的区域，成为GBA国家自主创新示范区的核心区。其目的是全面支持国家科技产业创新中心和粤港澳大湾区建设，推动国家创新型发展战略的实施。

## 特色小吃
- 黃埔蛋
- 下沙酥炸小塘菜
- 深井燒鵝
- 横沙书香乳鸽
- 鱼珠田蚊鱼
- 庙头菠萝鸡